# Joseph Cheesman Thompson
Joseph Cheesman Thompson (becenevén Joseph „Kígyó” Thompson; New York, Long Island, 1874. július 6. – San Francisco, 1943. március 7.) orvos, pszichoanalitikus, az Amerikai Egyesült Államok Haditengerészetének nyugalmazott tisztje, aki az 1930-as években San Franciscóban megalapította a burmai szent templommacskák modern tenyészvonalát.

## Ifjúsága
1874. július 6-án a long island-i Karanténállomáson született. Ifjúkori éveinek jó részét misszionárius apja mellett Japánban töltötte, ahol meglehetősen jól elsajátította a japán nyelvet. Becenevét - „Kígyó” - barátaitól kapta, kígyók iránti rajongása miatt és herpetológiai szakértelme elismeréséül. Hobbija volt még az entomológia is. Ellenségei egyszerűen csak „Őrült”-ként emlegették. Orvosi végzettségét a Columbiai Egyetemen szerezte.
1897. július 19-én belépett az Amerikai Egyesült Államok Haditengerészetének kötelékébe mint kezdő orvos, majd sebész lett, később az idegsebészetre szakosodott. 1900. május 18-án eltávozott az USS Bennington (PG-4)-ről (ez egy ágyúnaszád volt, amely Hawaiin, a Fülöp-szigeteken, és a Csendes-óceán észak- és dél-amerikai partjai mentén teljesített szolgálatot), és a Mare Island Hospitalba rendelték néhány, közelebbről meg nem határozott kezelés elvégzésére. Egy 1900. augusztus 20-án keltezett sürgönyben USMC Major William P. Biddle JC Thompson helyettes sebészt a haditengerészettől a Kínát Felmentő Expedíció Első Amerikai Tengerészgyalogos Ezredének résztvevőjeként sorolja fel, amelyet Pekingbe küldött, hogy megmentsék azokat a külföldi és kínai keresztényeket, akiket megtámadtak a boxerek, vagyis az "Igazságos Harmónia Öklei". Egy másik, ugyanazon a napon feladott sürgöny többek között elismerően szól JC Thompsonról, mint aki éber és buzgó a láztól és sebesülésektől szenvedők gondozásában. 1900. december 22-e: A The New York Times jelentése szerint JC Thompson helyettes sebész eltávozott a Cavite Hospitalból, és a Solace-re rendelték. (Az USS Solace (AH-2) egy kórházhajó volt, amelyet végig használtak az első spanyol-amerikai háború alatt.) 1903-ban letelt dr. Thompson helyettesi státuszának ideje és beosztották a haditengerészet Puget Sound-i telepére.

## Kémként Japánban
Mivel Thompson folyékonyan beszélt japánul, és ezt a tudását felfrissítette a Yokohama Kórházban töltött kétéves szolgálata alatt is, 1909-től 1911-ig hivatalos, de szigorúan titkos felderítői megbízatást hajtott végre a Haditengerészet részére Consuelo Andrew Seoane ezredes barátjával a hadseregtől Japánban. Lehetséges inváziós útvonalak feltérképezésével, és a japán hajóágyúk és erődítmények megszámlálásával (Seoane a Fülöp-szigetek-i felkelés alatt térképészként szolgált). Úgy tettek, mintha dél-afrikai természettudósok volnának, akik japán hüllőket és kétéltűeket tanulmányoznak. Seoane álneve John G. Nurse, Thompsoné pedig Victor Kuhne volt. Seoanegyakran aggódott amiatt, hogy "Kígyó"nak volt egy fényképezőgépe a halászkosarában elrejtve, amellyel lőhettek volna, ha túl közel állnak meg a japánok. Thompson ekkoriban zöld sálat hordott, amelyet kígyó alakjában rögzített arany gombostűvel. Mint egy valódi polihisztor, dr. Thompson jelentős mélységű ismeretekkel rendelkezett a legkülönbözőbb területeken, az ázsiai vallástól az állattanig. Consuelo A. Seoane özvegye, Rhoda, aki szintén jó barátságban volt dr. Thompsonnal, írta róla, hogy időnként bement a Kongresszusi Könyvtárba, hogy elolvassa a szanszkrit szövegeket. A jellemét tekintve a következőképp nyilatkozott róla: Thompson soha nem fogyasztott alkoholt, és nem is dohányzott. A tudása bármely őt érdeklő tárgyat illetően annyira részletes volt, és az elméje olyan borotvaéles, hogy a legjobb képességű keresztkérdezővé válhatott volna a bíróságon, és: Egy nap kapott egy udvarias meghívást a természettudomány japán professzorától. Thompson megmutatta a professzor névkártyáját Consuelónak egy fintor kíséretében, és azt mondta, hogy új meghívójukat kétségkívül a rendőrség küldte, hogy megérdeklődje a természettudományi tudásunkat. »Válaszolok neki, mivel tiszteletben tartom kisebbségi komplexusát, különös tekintettel hivatására.« Ezután minden ehhez hasonló látogatást beszüntetett.
L. Ron Hubbard szerint Polinéziai kiküldetésének idején olyan faj egyedeinek csontvázait ásta ki, amelyek létezését korábban még csak nem is sejtették; illetve: Olyan jól végezte a dolgát, hogy haditörvényszék elé került. Egyes polinézek nehezményezték ugyanis, hogy Thompson - bárha igen kései felmenőik sírhelyén, mégoly buzgó tudományos érdeklődés okán is - külön kérvényezett hatósági engedély nélkül folytat régészeti feltáró munkálatokat.

## Szerepe a San Diegó-i Állatkert őstörténetében
1916-1917-ben kijelölt idegsebészként dolgozott a San Diegó-i Haditengerészeti Kórházban, miközben tevékenyen részt vett a San Diegó-i Állatkert létrehozásában és fejlesztésében mint a San Diegó-i Zoológiai Társaság megválasztott alelnöke. 1916-ban, egy San Diegóban megjelent újságcikkében a San Diegó-i Állatkert egy korai helyszínválasztásában leírja a kiállított tárgyak elrendezését, ahogyan Balboa Park Pepper Grove-jában jelennének meg. Ezen felül bejelenti, hogy útikalauzok, szövegkönyvek, és ingyenes szabadelőadások lesznek. Felajánlja, hogy ellenőrzi egy hüllőház szerkezetét, miközben bejelenti, hogy neki már vannak tervei egyre vonatkozólag. A San Diegó-i Zoológiai Társaság elismerését fejezte ki Thompsonnak az állatkert oktatási programjának nagy részben való megtervezéséért. Miután jelentkezett egy kodiak-medvével, amelyet a U.S. Collier Nanshan szénszállító hajóról Prideaux kapitány adott kölcsön az állatkertnek, Thompson bejelentette, hogy az első előadás medvékről fog szólni. (Ennek egy érdekes előadásnak kellett lennie - "Császár"t, a kodiak-medvét kabalaként és háziállatként tartotta a Nanshan legénysége, amíg túl nagy és engedetlen nem lett). Dr. Harry Wegeforth szerint semelyikük nem tudott semmit arról, hogy medvét hoz a ládában éppen, és hogy hogyan is lehetne azt az állatkertbe szállítani. Teherautó és a kezelésben való jártasság nélkül, úgy határozott, hogy a medve nyaka köré egy gallért helyez lánccal, és megengedi neki, hogy az állatkerthez ügessen Thompsonnal, akit melléültetnek az autója elején. 1917 elején dr. Joseph Cheesman Thompson erőfeszítéseket tett, hogy oktatási intézményként megalapítsák a gyermek-állatkertet. Azzal kezdte, hogy szombat délutáni előadásokat tartott a Park Boulevard ketreceinél. Ezek az előadások végül kiterjedtek, hogy más természetrajzi témákat fedjenek be. Állatkerti pályafutása rövid. 1917 áprilisában benyújtotta lemondását, hogy eltávozzon kormányzati kötelességét teljesíteni.

## Freud tanítványaként
1917. május 23-án elnyerte a parancsnoki (fregattkapitányi) rangot a Haditengerészet Orvosi Alakulatánál.
1920-ban a haditengerészet elsőként küldte orvosai közül Bécsbe, ahol személyesen Sigmund Freudtól sajátíthatta el a pszichoanalízis eredeti módszerét, ezután pedig Thompson parancsnok visszatért, hogy a tanultakat a Haditengerészetnél alkalmazza. A Washingtoni Kongresszusi Könyvtár Sigmund Freud-gyűjteményében szerepel egy levél, amelyet Freud 1923. július 7-én küldött el Németországból "Dr. Joe Tom Sun" (elsőként keleti barátai nevezték így, mivel számukra így könnyebb volt nevének kiejtése; "Szán" jelentése japánul közelítőleg "Úr", ill. "Uraság") részére a washingtoni Seattle-be. Amint azt Marco Frenschkowski is megerősítette: „A Szcientológia Egyház szintén képes igazolni Hubbard állításait "Thompson parancsnok"ról, korai ismeretségének forrásáról a freudi pszichoanalízissel. Joseph "Kígyó" Thompson (1874-1943) az USA Haditengerészete Egészségügyi Alakulatának parancsnoka volt; Freuddal való személyes kapcsolata dokumentált egy Freud által írt, neki megcímzett levélben (a Washington-i Kongresszusi Könyvtárban - másolata a birtokomban van). Ez az anyag mind ezidáig nem képezte részét egyetlen Hubbard-bibliográfiának sem.”
-"Legjobb köszönetem a leveledért. És mindenek felett a három grácia (angyalok) bájos fényképéért a Csendes-óceánon. Őszinte híve, Freud. Utóirat: Alig valami (vagy semmi) kapcsolatom nincs Dr. Stekellel" - írja Freud.
1923-ban a parancsnok dr. Henry Grovensnél Baltimore-ban maga is pszichoanalízisben részesült.

## Barátsága L. Ron Hubbarddal
1923. októberben barátjával, Harry Ross Hubbarddal Guam szigetén állomásozott. (Guamon Thompson parancsnok egyébiránt bekapcsolódott a helyi régészeti feltárásokba is. A Polinéziai Társaság Lapjában 1923-ban arról számolt be, hogy az ő erőfeszítéseinek köszönhetően "sok adathoz jutottak a chamorrók eltűnt kultúrájáról, akik Magellán 1521-es látogatásának idején még egy virágzó fajta tagjai voltak".) Az USS Ulysses S. Grant haditengerészeti szállítóhajó fedélzetén megismerkedett és összebarátkozott a 12 éves L. Ron Hubbarddal aki kitűnik Thompsonnak a 12-15 évesek közül. Thompson parancsnoknak ez idő tájt nincs saját gyermeke, így rövid idő alatt igen jó barátokká váltak. A parancsnok annak ellenére, hogy haditengerészeti tisztviselő, igyekezett örömteli életet élni, haditengerészeti időbeosztására való tekintet nélkül. Gyakran addig olvasott, amíg priccsén oldalra dőlve elaludt, majd időben felkelve hozzálátott kötelességei elvégzéséhez. Az első dolog, amelyet a freudi elemzés nagyszerű embere tanít a fiúnak, hogyan lehet macskákat idomítani. Thompson parancsnok saját macskájának, Psychonak görbe farka volt - emlékszik Ron -, és trükköket hajtott volna végre. L. Ron Hubbard nagyon igaznak talált egy, Thompson parancsnok által gyakran ismételt életbölcsességet: Ha számodra nem igaz, akkor nem igaz - szokta mondani Ronnak a parancsnok (az idézet eredetileg a történeti Buddhától ered). Ez igazodik a személyes filozófiámhoz - magyarázta Hubbard -, mert ha van valaki a világon, aki azt hisz valamiről, amit ő akar, az én vagyok. Thompson parancsnok a fiatal Ront még négy téli hónapon át közvetlenül tanította a Freudtól megismertekre, sok meghitt órát eltöltve így a Washingtoni Kongresszusi Könyvtárban. Eközben a Washingtoni Szent Erzsébet Szövetségi Kórház megbízott tisztiorvosaként tevékenykedett. L. Ron Hubbard a parancsnok barátságán keresztül sok, haditengerészeti kórházakban megtartott előadáson vett részt, és vált jártassá a pszichoanalízisben úgy, ahogyan azt Freud exportálta Ausztriából, valamint a Szent Erzsébet Kórház felügyelő főorvosát, Dr. William Alanson White-ot is a parancsnok más barátai által ismeri meg. Nagyon jó ember volt, és szerencsés voltam, hogy megismertem őt - emlékezett vissza Hubbard a parancsnokra.

## Pszichoanalitikusi pályafutása
Clara Mabel Thompson (1893-1958) szerint, aki 1918-ban, nyári személyzetként mint orvostanhallgató csatlakozott a Szent Erzsébet Kórház munkatársaihoz, dr. Joseph C. Thompson Egy kedves, rokonszenves, és részvétteli ember, aki érdeklődést keltett benne, és biztatta őt, hogy keressen pszichoanalitikai segítséget.
1924-ben a Washingtoni Pszichoanalitikai Szövetség alelnöke (az elnök dr. William Alanson White volt). Előadásokat tartott Washingtonban. Személyesen kezdte pszichoanalízisben részesíteni Clarát, akinek osztálytársait - akik őt mindig meglehetősen keserűnek, boldogtalannak és magányosnak ismerték - lenyűgözte a Clara viselkedésében beálló változás. Dr. Thompson eközben alelnökként előadásokat tartott Washingtonban, analizált, dolgozott a kórházban, és a dr. William Alanson White és Smith Ely Jelliffe (1866-1945) szerkesztésében New Yorkban megjelenő szakmai folyóiratban, a "Pszichoanalitikai Szemlé"ben ("The Psychoanalytic Review") publikálta néhány írását, "Joe Tom Sun, Guam, Csendes-óceán" szerzői név alatt (Thompson parancsnok alaposan tanulmányozta a keleti vallásokat).
1925-ben Thompson az Amerikai Pszichoanalitikai Társaság tagja lett. Adolf Meyer (1866-1950), aki Clara felettese volt a Phipps Klinikán, és megelőzőleg, Clara képzésének utolsó éve alatt abban az elismerésben részesítette Clarát, hogy megtette a magánpraxisa pácienseinek közvetlen felelősévé - féltékenység, és mint ahogyan a levelezések alapján egyértelműen kiderül, oktalanul rosszhiszemű gyanakvás miatt (azt hitte, hogy Clara közben Thompson parancsnok szeretője lett - ám ebből egy árva szó sem volt igaz), ellenezte, hogy Clara a parancsnokkal analízisben részesüljön. Meyer mindeközben mondvacsinált szakmai okokra hivatkozott, és ragaszkodott hozzá, hogy ne folytassák az analízist. Clara ellenállt, mire Meyer elbocsátotta őt (Clara továbbra is, egészen 1927-ig analízisben részesült a parancsnoknál, majd végül 1931-ben Budapestre utazott, és Ferenczi Sándorral (1873-1933) fejezte be analízisét; a "Klinikai Napló"ban a Dm. kódnév alatt szerepel).

## Időskora, szerepe a burmai szent templommacskák tenyésztésében
1929-ben a parancsnok, kötelezettségeinek eleget téve, a haditengerészet kötelékéből nyugállományba vonult.
1930-ban San Franciscóba költözött. A Wong Mau nevű barna macskát a burmai Rangunból Kaliforniába szállította. (Thompson parancsnoknak, többszörös macskatenyésztőként és gyűjtőként, egy időben 45 macskája volt egyszerre. Írásai jelentek meg hüllőkről és halakról is.) Ez a macska egy burmai szent templommacskának nevezett sötét bundájú fajta és sziámi macskák hibrid példánya volt. Egy sziámi macskával párzott, így sziámi és hibrid macskákat hozva a világra. Amikor pedig a burmai szent templommacska/sziámi hibrid fajta egymással párzott, a sötétebb bundájú burmai szent templommacska-fajta példányait nemzették. Ezek azután egyenes ágon szaporodtak.
1936-ban az általa kitenyésztett burmai szent templommacska-fajtát az Amerikai Egyesült Államokban hivatalosan is új bemutatófajtaként ismerték el. Szakmai viták és nézeteltérések nyomán megszűnt tagsága az Amerikai Pszichoanalitikai Társaságban. Daniel Benveniste, PhD, megírta a San Franciscó-i pszichoanalízis eredetének történetét. Leírta, hogyan jött létre súrlódás Thompson parancsnok és néhány újonnan érkezett európai emigráns pszichoanalitikus között. Thompson parancsnok megtagadta, hogy feladja Freud kívánságát arra vonatkozóan, hogy legyenek az intézetnek laikus (nem orvos képzettségű) pszichoanalitikus tagjai. Problémái támadtak az amerikai pszichoanalitikai intézménnyel is. Bírálta őket, amiért túl messzire kóboroltak Freudtól. Ő maga őszintén hitt a pszichoanalitikai fogalmak és technikák hasznosításában a mindennapi gyakorlatban, hogy segítsen a pácienseknek. Valószínűleg ilyen okokkal lehet összefüggésben, hogy 1936-tól már nem sorolták az Amerikai Pszichoanalitikai Társaság tagjai közé (abban a tekintetben, hogy dr. Thompson tagja volt-e a San Franciscó-i Pszichoanalitikai Intézetnek, Silas L. Warner iratai ellentmondásos adatokat tartalmaznak). Dr. Thompson analizált két San Franciscó-i pszichiátert is, akik a követői, hasonlóan saját analitikus intézetének jelöltjeihez.

## Közjáték Sanghajban
1937. augusztus 12-én, a sanghaji csata alatt, menekültek ezreinek tömege kelt át a Nagyobbik Sanghajból a Waibaidu Hídon a külföldi településekre, hogy elkerüljék a japán csapatokat. Idegenektől a hídon elvárt volt, hogy hajoljanak meg derékból, emeljék meg a kalapjukat, és kívánjanak "Jó reggelt" a japán őröknek - fájdalmasan megpofozva, ütlegelve, vagy derékig lemeztelenítve. Riksákat nem engedtek át a japán őrök. 1938. június 23-án a The New York Times arról számolt be, hogy dr. J. C. Thompsont, egy amerikai orvost pofon ütött egy japán őrszem a Waibaidu Hídon, amikor megpróbált megvédelmezni egy kínai riksakulit.

## Halála, hagyatéka
1943. március 7-én szívroham következtében, váratlanul hunyt el San Franciscóban, 68 évesen. A San Francisco Chronicle-ben megjelent gyászjelentése özvegyeként Mrs. Hilda Thompsont említi, és egy nagyon különleges sziámi macskát, amely "Pak Kwai Mau" (White Devil Cat - "Fehér Ördögmacska") néven volt ismert. Dr. Thompson a bankban 10 000 dollárt hagyott Pak Kwai Mau nevére. Felesége megígérte, hogy gondoskodni fog erről a macskáról, amelynek szeme nagyon kék voltak (a régi keleti mítosz szerint a sziámi macskák rendkívül vallásosak voltak, és olyan hosszú ideig nézték a buddhista szobrokat, hogy jutalmul kék szemet kaptak). Dr. Thompson sírja a kaliforniai San Mateo megyében, San Brunóban, a Golden Gate Nemzeti Temetőben található.
Megjegyzendő, hogy ugyanebben a temetőben található Anna V. Thompson (1892. január 9. - 1963. április 19.) sírja, amelynek felirata Annát Cdr. J.C. Thompson USN feleségeként említi meg.
1984-ben Thompson parancsnok saját lánya megajándékozta a Szcientológia Egyházat az apja egy szénvázlatával. Rámutatott, hogy a parancsnok a nevét ("Joe Tom Sun, Guam") úgy írta le, ahogyan keleti barátai betűzték azt, nevének nagybetűi fölé pedig – amint azt L. Ron Hubbard is megemlíti – kígyókat rajzolt. Ron szerint a parancsnok „…nagyon érdekes, elbűvölő ember volt. Az öregúr komoly hatással volt rám, sajnálom, hogy ma már nincs köztünk” (1950. szeptember 23-án tartott előadás: "Bevezetés a Dianetikába").

## Művei
- 1908 (Társszerzőként a "Fekete Kőforgató" nevű szalonkaféléről - http://www.lexic.us/definition-of/black_turnstone -, és a hódmókusról - http://www.lexic.us/definition-of/mountain_beaver -): 4. Description of a New Species of Sea Snake from the Philippine Islands: With by John Van Denburgh, Joseph Cheesman Thompson (1908)
- Egy tucatnyi művének listája: https://books.google.hu/books?q=+inauthor:%22Joseph+Cheesman+Thompson%22&source=gbs_metadata_r&cad=2
- 1912-1917 között megjelent írásai az Amazon-on: https://www.amazon.com/exec/obidos/search-handle-url?_encoding=UTF8&search-type=ss&index=books&field-author=Joseph%20Cheesman%20Thompson
- 1913-as írásai: "Jegyzetek a Colubridae-k családjába tartozó kígyókról."- http://www.jstor.org/pss/4063497?cookieSet=1
- "Hozzájárulások az Elapidae-k családjával rokon kígyók területéhez." http://www.jstor.org/pss/4063511
- 1923: "Szimbolizmus a kínai írott nyelvben." (Sun, J. T. (1923). "Symbolism In The Chinese Written Language." Psychoanalytic Review Vol. 10: 183-189.)http://www.pep-web.org/document.php?id=IJP.005.0098A , ill. http://www.pep-web.org/document.php?id=psar.010.0183a
*[halott link] 1923-1924: -"Pszichoanalitikai irodalom."- és -"A pszichoanalitikus és munkája."- http://home.snafu.de/tilman/tmp/SNAKE.TXT Archiválva 2008. május 5-i dátummal a Wayback Machine-ben
- 1924: "Szökés: Egy pszichoanalitikus megfigyelései." Thompson, J. C. C., Medical Corps, United States Navy (1924). "Desertion: Observations Of A Psychoanalyst." The Military Surgeon Vol. 53: 319-327. * "Trópusi neuraszténia: Egy megfosztási pszichoneurózis."- Thompson, J. C. C., Medical Corps, United States Navy (1924). ""Tropical Neurasthenia": A Deprivation Psychoneurosis." The Military Surgeon Vol. 54: 319-327.
- "Pszichológia a kezdeti buddhizmusban." Sun, J. T. (1924). "Psychology In Primitive Buddhism." Psychoanalytic Review Vol. 11: 39-47. http://www.antiqbook.com/boox/colbas/14440_1.shtml%5B%5D
- "Szimbolizmus a sumér írott nyelvben." Sun, J. T. (1924). "Symbolism In The Sumerian Written Language." Psychoanalytic Review Vol. 11: 263-276. http://www.pep-web.org/document.php?id=PSAR.011.0263A
- 1943: "A burmai macska örökléstana." http://jhered.oxfordjournals.org/cgi/reprint/34/4/119